# Persone di cognome Stevenson
| Questa pagina contiene informazioni ricavate automaticamente dalle voci biografiche con l'ausilio del template Bio e di un bot. L'aggiornamento è periodico e automatico e ricostruisce completamente la pagina. Se manca una persona in questa lista, sei pregato di non aggiungerla, ma accertati piuttosto che la sua voce biografica contenga il template Bio e che i dati anagrafici siano correttamente compilati. Se il template Bio manca, inseriscilo tu stesso o, in alternativa, metti l'avviso {{tmp\|Bio}} che ne segnala la mancanza. Se i dati riportati sono sbagliati, correggi direttamente la voce biografica; le modifiche saranno visibili in questa lista entro pochi giorni. Per chiarimenti vedi il progetto antroponimi. La lista contiene solo le 54 persone che sono citate nell'enciclopedia e per le quali è stato implementato correttamente il template Bio. Pagina aggiornata al 7 ago 2025. |

Questa è una lista di persone presenti nell'enciclopedia che hanno il cognome Stevenson, suddivise per attività principale.

## Allenatori di calcio(1)
- Jon Stevenson, allenatore di calcio e ex calciatore inglese (Leicester, n. 1982)

## Astisti(1)
- Toby Stevenson, ex astista statunitense (Odessa, n. 1976)

## Attori(4)
- Ray Stevenson, attore britannico (Lisburn, n. 1964 - Lacco Ameno, † 2023)
- Houston Stevenson, attore canadese (Vancouver, n. 1995 - Vancouver, † 2022)
- Parker Stevenson, attore statunitense (Filadelfia, n. 1952)
- Theo Stevenson, attore britannico (Harlow)

## Attrici(3)
- Jessica Hynes, attrice e scrittrice britannica (Lewisham, n. 1972)
- Cynthia Stevenson, attrice statunitense (Oakland, n. 1962)
- Juliet Stevenson, attrice britannica (Kelvedon, n. 1956)

## Avvocati(2)
- Bryan Stevenson, avvocato e attivista statunitense (Milton, n. 1959)
- William Stevenson, avvocato, ambasciatore e velocista statunitense (Chicago, n. 1900 - Fort Myers, † 1985)

## Batteristi(1)
- Bill Stevenson, batterista e produttore discografico statunitense (Torrance, n. 1963)

## Botanici(1)
- Dennis William Stevenson, botanico statunitense (n. 1942)

## Calciatori(8)
- Alex Stevenson, calciatore irlandese (Dublino, n. 1912 - † 1985)
- Byron Stevenson, calciatore gallese (Llanelli, n. 1956 - † 2007)
- Eric Stevenson, calciatore scozzese (Bonnyrigg, n. 1942 - † 2017)
- Ernie Stevenson, calciatore inglese (Rotherham, n. 1923 - St Helens, † 1970)
- George Stevenson, calciatore e allenatore di calcio scozzese (n. 1905 - † 1990)
- Lewis Stevenson, calciatore scozzese (Kirkcaldy, n. 1988)
- Ryan Stevenson, ex calciatore scozzese (Irvine, n. 1984)
- Willie Stevenson, calciatore scozzese (Leith, n. 1939 - † 2025)

## Cestiste(2)
- Mandisa Stevenson, ex cestista statunitense (Decatur, n. 1982)
- Nyeshia Stevenson, ex cestista statunitense (Little Rock, n. 1988)

## Cestisti(3)
- Greg Stevenson, ex cestista statunitense (Goldsboro, n. 1978)
- DeShawn Stevenson, ex cestista statunitense (Fresno, n. 1981)
- Jarod Stevenson, ex cestista statunitense (Seul, n. 1975)

## Ciclisti(1)
- Michael Stevenson, ex ciclista svedese (Säffle, n. 1984)

## Costumisti(1)
- Edward Stevenson, costumista statunitense (Pocatello, n. 1906 - Los Angeles, † 1968)

## Fumettisti(1)
- ND Stevenson, fumettista statunitense (Columbia, n. 1991)

## Geologi(1)
- John James Stevenson, geologo statunitense (New York, n. 1841 - New Canaan, † 1924)

## Giocatori di football americano(3)
- Marquez Stevenson, giocatore di football americano statunitense (Shreveport, n. 1998)
- Rhamondre Stevenson, giocatore di football americano statunitense (San Pablo, n. 1998)
- Tyrique Stevenson, giocatore di football americano statunitense (Miami, n. 2000)

## Giocatori di snooker(1)
- Harry Stevenson, giocatore di snooker inglese (Kingston upon Hull, n. 1874 - † 1944)

## Ingegneri(2)
- Robert Stevenson, ingegnere scozzese (Glasgow, n. 1772 - Edimburgo, † 1850)
- Thomas Stevenson, ingegnere britannico (Edimburgo, n. 1818 - Edimburgo, † 1887)

## Militari(1)
- Clare Stevenson, militare australiana (Wangaratta, n. 1903 - Sydney, † 1988)

## Modelle(1)
- Miriam Stevenson, modella statunitense (Winnsboro, n. 1933)

## Pallanuotisti(1)
- Ben Stevenson, pallanuotista statunitense (Reno, n. 1995)

## Pallavoliste(1)
- Anna Stevenson, pallavolista statunitense (Laurens, n. 1999)

## Piloti automobilistici(1)
- Chuck Stevenson, pilota automobilistico statunitense (Sidney, n. 1919 - Benson, † 1995)

## Psichiatri(1)
- Ian Stevenson, psichiatra canadese (Montréal, n. 1918 - Charlottesville, † 2007)

## Pugili(2)
- Shakur Stevenson, pugile statunitense (Newark, n. 1997)
- Teófilo Stevenson, pugile cubano (Puerto Padre, n. 1952 - L'Avana, † 2012)

## Rapper(1)
- Tyga, rapper, attore e personaggio televisivo statunitense (Compton, n. 1989)

## Registi(2)
- John Stevenson, regista, animatore e illustratore britannico (Londra, n. 1958)
- Robert Stevenson, regista, sceneggiatore e produttore cinematografico britannico (Buxton, n. 1905 - Santa Barbara, † 1986)

## Sciatori freestyle(1)
- Colby Stevenson, sciatore freestyle statunitense (Portsmouth, n. 1997)

## Scrittori(3)
- Burton Egbert Stevenson, scrittore statunitense (Chillicothe, n. 1872 - † 1962)
- Robert Louis Stevenson, scrittore, drammaturgo e poeta scozzese (Edimburgo, n. 1850 - Vailima, † 1894)
- William Stevenson, scrittore e giornalista canadese (Londra, n. 1924 - Toronto, † 2013)

## Taekwondoka(1)
- Sarah Stevenson, taekwondoka britannica (Doncaster, n. 1983)

## Tenniste(2)
- Alexandra Stevenson, ex tennista e conduttrice televisiva statunitense (La Jolla, n. 1980)
- Dorothy Stevenson, tennista australiana